# Port Jefferson Station
Port Jefferson Station – jednostka osadnicza w Stanach Zjednoczonych, w stanie Nowy Jork, w hrabstwie Suffolk.